# Жигалин, Владимир Фёдорович
Влади́мир Фёдорович Жига́лин (18 февраля (3 марта) 1907, Санкт-Петербург, Российская империя — 3 ноября 1990, Москва, РСФСР) — советский государственный деятель. Член ЦК КПСС в 1964—1986 годах, кандидат в члены ЦК КПСС в 1961—1964 годах, депутат Совета Союза Верховного Совета СССР 6, 7, 8, 9 и 10 созывов. Герой Социалистического Труда (1977).

## Биография
- 1925—1929 гг. — чернорабочий, техник, мастер Ижорского завода.
- 1929—1930 гг. — служба в РККА.
- 1930—1931 гг. — техник-монтажник, старший мастер Ленинградского отделения транспортно-технической конторы ВСНХ СССР.
- 1931 г. — управляющий Ленинградским отделением монтажной базы транспортно-технической конторы ВСНХ СССР.
- 1931—1937 гг. — начальник цеха, начальник производства Ленинградского завода «Красный металлист».
- 1937—1940 гг. — главный инженер, директор Ленинградского завода «Красный металлист».
- 1940—1945 гг. — начальник планово-распределительного отдела наркомата тяжелого машиностроения СССР.
- 1945—1946 гг. — заместитель наркома тяжелого машиностроения СССР.
- 1946—1947 гг. — первый заместитель министра тяжелого машиностроения СССР.
- 1947—1949 гг. — заместитель министра тяжелого машиностроения СССР.
- 1949—1953 гг. — первый заместитель министра тяжелого машиностроения СССР.

Оборонку НКМЗ курировал Лаврентий Берия… И месяцы проводивший на заводе заместитель министра тяжелого машиностроения СССР В. Ф. Жигалин, докладывая по ночам Берия о ходе работ на предприятии, стоял перед телефоном навытяжку…
- 1953—1954 гг. — член коллегии министерства транспортного и тяжелого машиностроения СССР.
- 1954—1957 гг. — заместитель министра тяжелого машиностроения СССР.
- 1957—1961 гг. — заместитель председателя, первый заместитель председателя Московского городского совнархоза.
- 1961—1963 гг. — председатель Московского городского совнархоза.
- 1963—1965 гг. — первый заместитель председателя СНХ СССР — министр СССР.
- 1965—1975 гг. — министр тяжелого, энергетического и транспортного машиностроения СССР.
- 1975—1983 гг. — министр тяжелого и транспортного машиностроения СССР.

Член ВКП(б) с 1931 г. Член ЦК КПСС в 1964—1986 гг. (кандидат в 1961—1964 гг.). Депутат Совета Союза Верховного Совета СССР 6, 7, 8, 9 и 10 созывов.
С апреля 1983 года — персональный пенсионер союзного значения.
Похоронен в Москве на Троекуровском кладбище.

## Награды и звания
- Герой Социалистического Труда (17.02.1977)
- четыре ордена Ленина (18.07.1945, 09.07.1966, 25.08.1971, 17.02.1977)
- орден Отечественной войны 1-й степени
- три ордена Трудового Красного Знамени (02.12.1947, 29.10.1949, 28.04.1963)
- орден Красной Звезды (31.03.1945)
- медаль «За трудовую доблесть» (15.04.1939)